# وینی هورنزبی
وینس «ادی» هورنزبی متولد ۲۲ اکتبر ۱۹۶۷ مؤسس و نوازنده بیس گروه هوی متال سونداست می‌باشد. او به همراه مورگان روس در گروه «اسنیک نیشن» فعالیت می‌کرد و بعد از ۴ سال تصمیم به تشکیل گروه جدید سونداست گرفت. وینس هورنزبی روش خاص نواختن بیس خود را دارد طوری که بیس را تا زیر زانو می‌آورد و گاهی با پریدن این حرکت را انجام می‌دهد.

## ساز
- اپیفون لس پاول سیگنیچر بیس
- اپیفون لس پاول اس تی دی بی
- اپیفون لس پاول کاستوم بیس